# Mathijs De Koning
Mathijs De Koning (* 18. März 1949 in Scherpenzeel) ist ein ehemaliger niederländischer Radrennfahrer.

## Sportliche Laufbahn
De Koning war im Straßenradsport aktiv. Er gewann 1969 die Österreich-Rundfahrt vor Wolfgang Steinmayr. Im folgenden Jahr siegte er bei Etappen in der Bulgarien-Rundfahrt, im britischen Milk-Race und in der heimischen Olympia’s Tour, die er als Dritter beendete, ebenso wurde er Dritter im Milk-Race. Im Sommer 1971 wurde er Berufsfahrer in einem niederländischen Team, das von Kees Pellenaars geführt wurde, nachdem er den Circuit des Mines gewonnen hatte. Kurz danach startete er bereits in der Tour de France und wurde dort als 76. klassiert.